# Иртышов, Игорь Анатольевич
И́горь Анато́льевич Иртышо́в (16 августа 1971, хутор Красный, Краснодарский край — февраль 2021, ИК-1 «Мордовская зона», Сосновка, Зубово-Полянский район, Мордовия) — российский серийный насильник, педофил и убийца. В 1993—1994 годах совершил 6 изнасилований (одно окончилось причинением тяжкого вреда здоровью, ещё одно — смертельным исходом), одну попытку изнасилования и одно убийство, сопряжённое с изнасилованием, в Санкт-Петербурге.

## Биография

### Молодые годы
Игорь Иртышов родился 16 августа 1971 года в Краснодарском крае. Рос в неблагополучной семье, отец и мать были алкоголиками. В 10 лет попал в автокатастрофу и получил серьёзную черепно-мозговую травму. От последствий не оправился: ему поставили диагноз «олигофрения в степени умеренной дебильности», после чего мать отдала его в специальный интернат, где Иртышова изнасиловали.
После интерната отучился в ПТУ. В 1993 году переехал в Санкт-Петербург, где устроился на работу в кафе «Пегас» посудомойщиком, однако основным источником его дохода была гомосексуальная проституция. У клиентов пользовался популярностью за свои садистские наклонности. Выделялся также истеричностью, эгоцентризмом и трусливостью. Сам Игорь гомосексуалом себя не считал, он занимался сексом и с женщинами.

### Серия преступлений
Серию своих преступлений Иртышов начал в декабре 1993 года. Гуляя по территории Сосновского парка, он заметил двух братьев 11 и 12 лет. Угрожая им ножом, преступник отвёл детей в безлюдное тихое место и поочерёдно изнасиловал, предварительно напоив их неизвестной жидкостью из своей карманной фляги. По словам потерпевших, «у жидкости был странный вкус и неприятный запах». Обе жертвы получили серьёзные телесные повреждения.
Следующее преступление Иртышов совершил в Колпинском районе Санкт-Петербурга. Во время совершения насильственных действий Иртышов слишком сильно сдавил горло жертвы, в результате чего та скончалась от удушья. Сам Игорь позже сказал, что убил жертву, не рассчитав силы из-за алкогольного опьянения. Уже после второго эпизода насилия над малолетними детьми велась активная розыскная работа по поимке серийного насильника. Отрабатывались многие преступники, привлекавшиеся к уголовной ответственности за подобные правонарушения.
Следующее нападение на ребёнка с последующим изнасилованием Иртышов совершил в мае 1994 года. Преступник завлёк 10-летнего мальчика на чердак дома по Рижскому проспекту и зверски над ним надругался. После акта насилия Игорь разорвал мальчику руками промежность, навсегда оставив его инвалидом. Примечательно, что все нападения совершались в дневное время, приблизительно между 12 и 18 часами, однако насильнику удавалось уйти незамеченным. Через месяц он изнасиловал на берегу Невы ещё двух мальчиков 11 и 12 лет.
В сентябре 1994 года седьмой жертвой Иртышова едва не стал 15-летний молодой человек, на которого преступник набросился в кабине лифта, однако тот смог дать отпор преступнику и убежать. В этот же день Иртышов, разозлённый неудачей, совершил своё последнее, восьмое преступление. Изнасиловав 9-летнего мальчика, Иртышов вырвал у него 9 метров кишечника, после чего покинул место преступления. Мальчик чудом остался в живых и смог дать подробное описание преступника. После этого он был направлен на лечение в США, по телевидению звучали призывы о финансовой помощи для проведения необходимой операции, нужная сумма на пересадку кишечника была собрана, операции произведены, но в 2000 году мальчик умер. Это преступление, как и многие другие преступления Иртышова, было совершено в подъезде, в котором проживала его жертва.

### Арест, следствие и суд
На улицах и в газетах был опубликован фоторобот насильника, а также распространялось его словесное описание. Иртышов испугался: фоторобот был очень похож на него, что вынудило его улететь в Мурманск. Через месяц, решив, что всё утихло, Игорь вернулся в Санкт-Петербург, где 28 ноября 1994 года был задержан правоохранительными органами, которые к этому времени имели на него обширную доказательную базу.
Иртышов был «сдан» одним из своих любовников. После последнего изнасилования Игорь принёс домой портфель мальчика и похвастался им перед сожителем. Тот заподозрил неладное и обратился в милицию. По «оперативным наработкам» преступник был схвачен. Позже многие жертвы его опознали.
Долгое время Игорь Иртышов фактически не давал никаких признательных показаний. Однако позже стал рассказывать о преступлениях и участвовать в следственных экспериментах. На допросах вёл себя неадекватно, всячески притворялся психически неполноценным.
Психиатрическая экспертиза преступника проводилась довольно долго. В итоге эксперты выявили ряд психических отклонений, но в целом Иртышов был признан вменяемым. Дело было передано в городской суд Санкт-Петербурга. Многие эксперты-криминалисты склонялись к мнению, что в скором времени Иртышов начал бы целенаправленно убивать своих жертв, и, помимо изнасилований, имелась бы цепочка трупов.
Иртышов отмечал, что в клинике, где его обследовали, ему понравилось, и говорил, что хотел бы, чтобы его признали невменяемым и назначили принудительное лечение. Он говорил: «Я ведь ненормальный, раз такое натворил… Точно ненормальный! Я не хочу в тюрьму, положите меня в больницу, навсегда!». Однако невменяемым его не признали — у него «хватало ума водить за нос следствие достаточно много времени».
Судебный процесс над Иртышовым шёл в закрытом режиме, дабы избежать линчевания. В общей сложности обвинялся по 15 статьям УК РСФСР. Судом Игорь Иртышов был признан виновным по ряду статей, включая убийство, изнасилование и нанесение тяжких телесных повреждений, и приговорён к смертной казни. В 1999 году, в связи со вступлением России в Совет Европы, ему, как и всем остальным «смертникам» на тот момент, Указом Президента РФ смертная казнь была заменена пожизненным лишением свободы.

### Заключение и смерть
Отбывал наказание в колонии особого режима ИК-1 «Мордовская зона» в посёлке Сосновка в Мордовии. В феврале 2021 года скончался от сердечной недостаточности.

## В массовой культуре
- Документальный фильм «Вне закона» (1997)
- Документальный фильм «Пожизненный срок. Приговорённые жить» (2000)
- Документальный фильм «Исповедь приговорённого» из цикла «Пожизненно лишённые свободы» (2010)
- Документальный фильм «Безжалостен и очень опасен» из цикла «Закон есть закон» (2016)